# 凯米
凯米（芬蘭語：Kemi）是芬兰拉普兰区的一座城市，位于波的尼亚湾畔，凯米河入海口。居民数量为21,256人（2017年底），面积为747.28平方公里（2017年初），其中陆地面积为95.37平方公里，淡水面积7.38平方公里，剩余的644.53平方公里为海面。按陆地面积来算，凯米是拉普兰区最小的市镇，也是人口密度最高的市镇。凯米的周边市镇为凯明马、锡莫和托尔尼奥。凯米是拉普兰区人口数量第三多的市镇。单词“kemi”在芬兰语的意思是“经过整理后可以露营的草地”。
欧洲唯一的铬矿就位于凯米旁边的凯明马市镇内。在每年12月到4月，遊客可以參加破冰船之旅。

## 對外交通

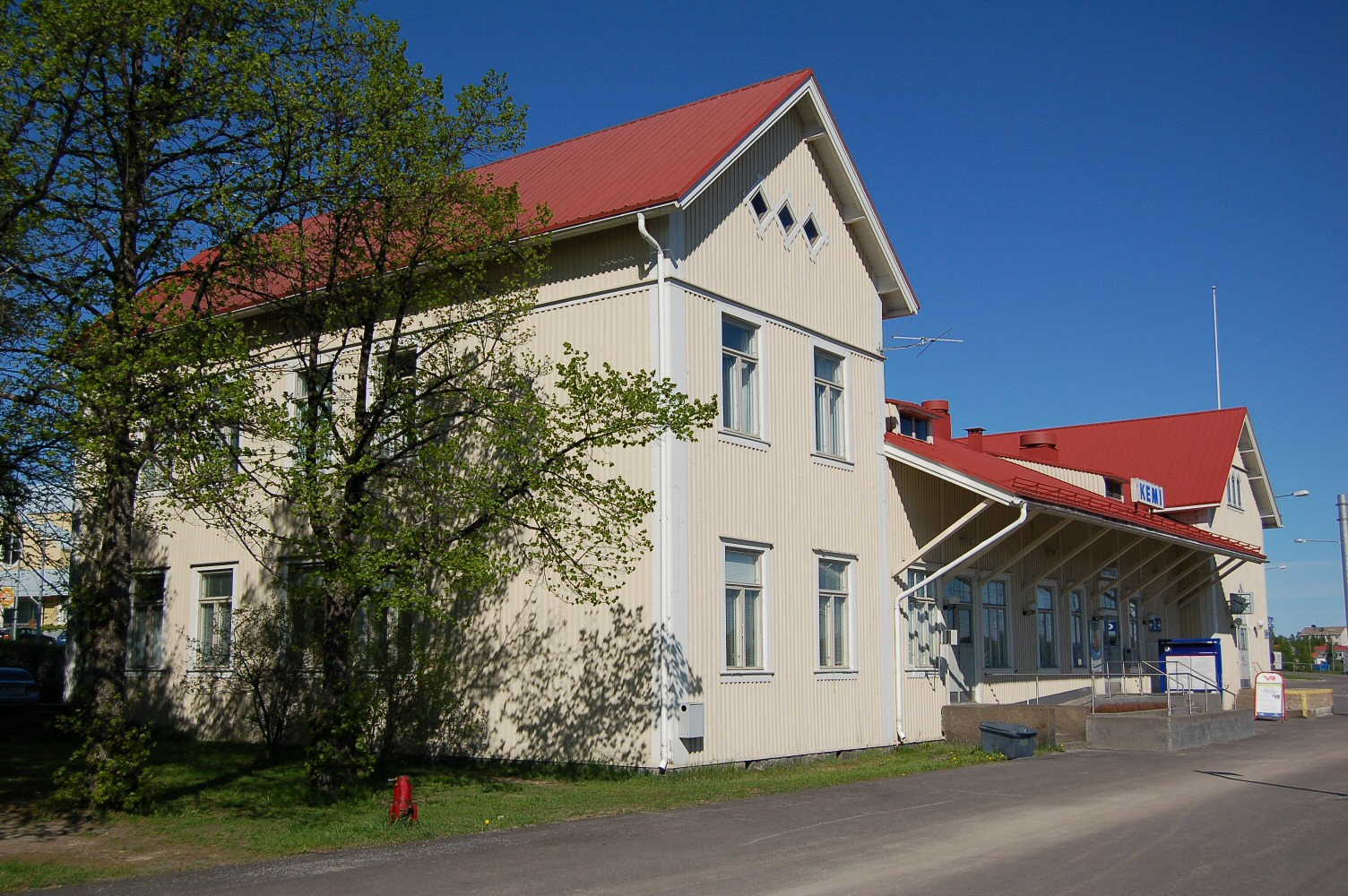
凯米火车站

凯米-托尔尼奥机场位于凯米以北6公里处，现有芬兰航空经营该机场与赫尔辛基之间的航班（由北欧区域航空执飞）。
由首都赫爾辛基及西部港口城市图尔库乘芬蘭國鐵列車到凯米，車程分別約10.8小時及10小時。另外凯米係往芬蘭聖誕老人村所在地羅瓦涅米的鐵道支線起點，每天有多班由赫爾辛基北上的火車經過凯米前往羅瓦涅米。
因為芬蘭與瑞典間沒有客運火車營運，所以凯米便成了接駁瑞典邊境的陸路交通轉駁點。由凯米每日有巴士經瑞典接壤芬蘭的邊境小鎮哈帕兰达前往瑞典北博滕省的呂勒奧。該程巴士持北歐及全歐火車証可免費乘搭，但要注意周六及周日巴士班次會極為疏落。在呂勒奧可轉搭瑞典國鐵列車，經過布登（Boden）轉主幹線車可南下往瑞典首都斯德哥爾摩。

## 旅游景点

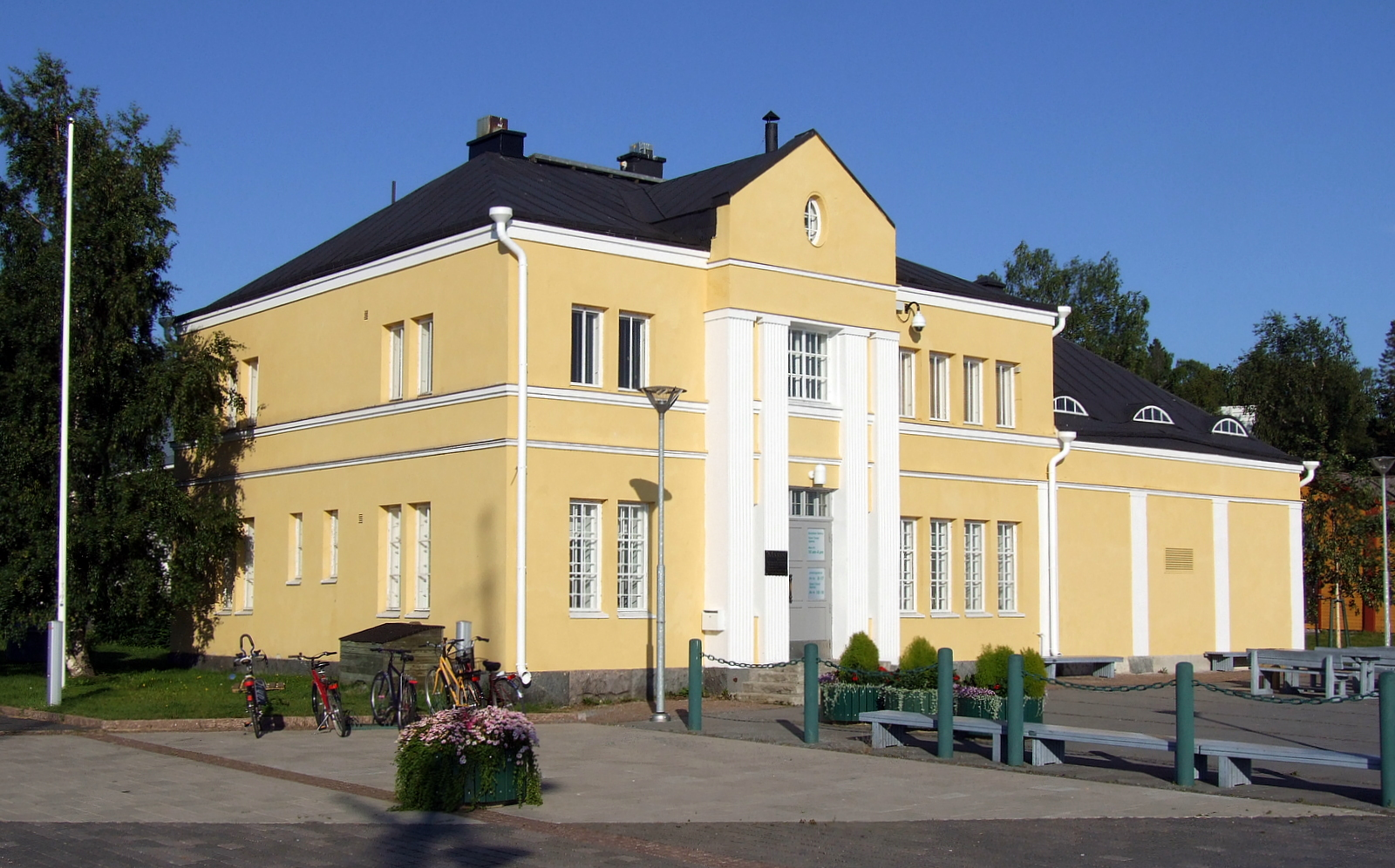
凯米宝石艺术馆（原为海关大楼）

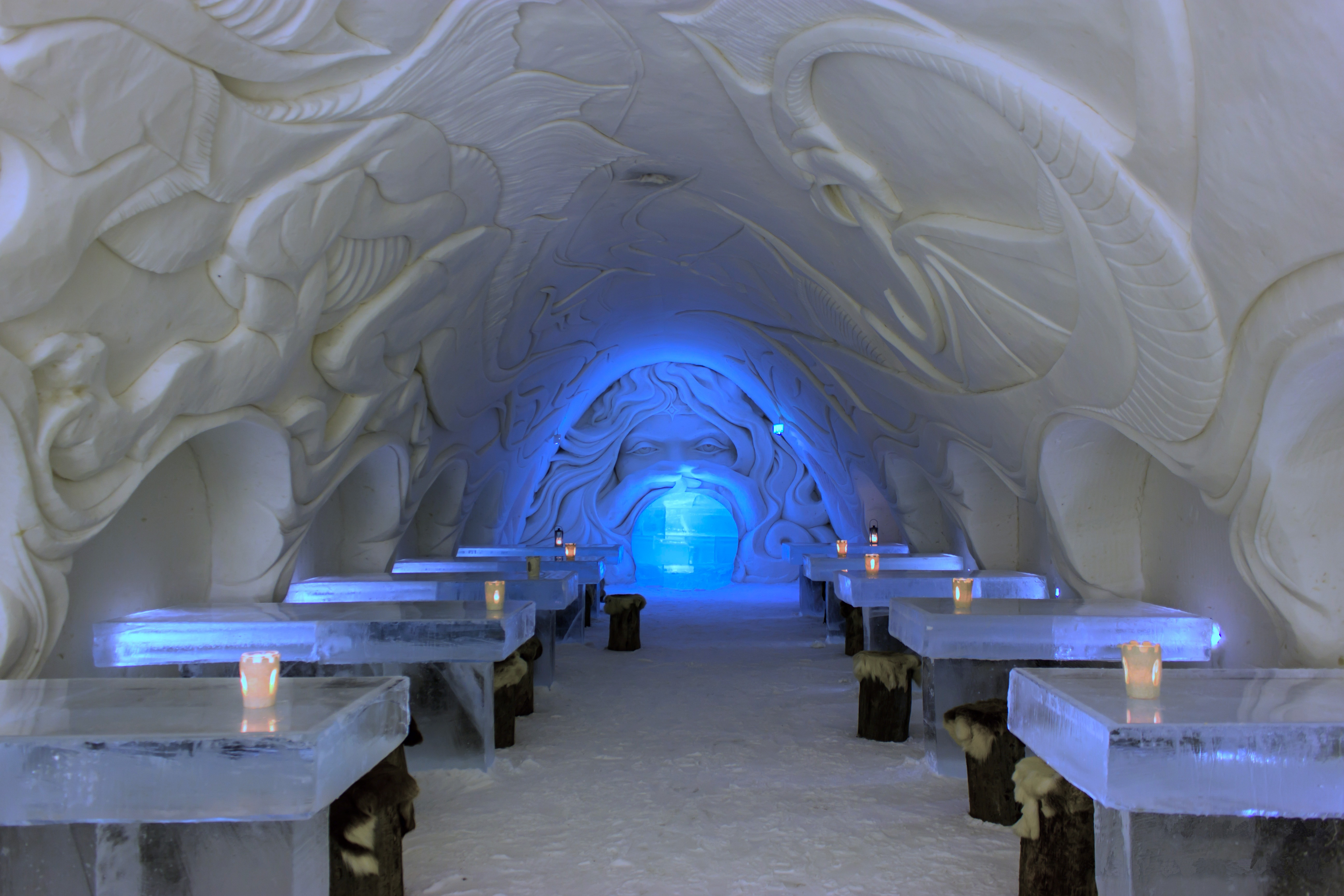
凯米冰雪城堡里的餐厅

- 凯米宝石艺术馆（芬蘭語：Kemin Jalokivigalleria）：里面展示各种宝石藏品，包括根据最初设计图而复制的芬兰国王的王冠
- 凯米冰雪城堡（英语：SnowCastle of Kemi）：每年冬季建造的冰雪城堡，最初是在1996年开始建造的
- 凯米艺术博物馆（芬蘭語：Kemin taidemuseo）：展出拉普兰的艺术，除此之外有时也有国际艺术展览
- 凯米教堂（英语：Kemi Church）：1902年完工的哥德复兴式风格的教堂
- 凯米市政厅（芬蘭語：Kemin kaupungintalo）：顶层的眺望台可以眺望整个凯米城
- 三宝号破冰船（英语：Sampo (1960 icebreaker)）：可以参加破冰船之旅

## 友好城市
- 俄罗斯伏尔加格勒